# 수잔 (가수)
수잔(1996년 ~)은 대한민국의 가수다. 2017년 디지털 싱글 앨범 [열매]로 데뷔했다.

## 방송
- 우리가 사랑한 그 노래 새가수 (2021) - Top7(3위)